# Mario Lemina
Mario Lemina (Libreville, Gabon, 1993. szeptember 1. –) gaboni válogatott labdarúgó, a Galatasaray játékosa.

## Pályafutása

### Klubcsapatokban
11 éves korában a Lorient korosztályos csapataiban kezdett megismerkedni a labdarúgás alapjaival és a 2012–13-as szezonban már a felnőttek között szerepelt. A következő szezonban már a Marseille játékosa volt, miután 4 millió euróért szerződtették. 50 tétmérkőzésen 2 gólt szerzett és több klub figyelmét is felkeltette. 2015 nyarán a Liverpool, a Southampton és a West Ham United is szerződtetni kívánta. Augusztus 31-én az olasz Juventus bejelentette, hogy kölcsönben 9,5 millió eurós opciós vételi árral szerződtette, amelyet a szezon végéig aktiválhatnak. Szeptember 26-án a Napoli ellen megszerezte első gólját a bajnokságban, ez volt a 3. bajnoki mérkőzése. 2016. április 29-én végleg megvásárolták az Olympique Marseille csapatától és négy évre írt alá. 2017. augusztus 8-án ötéves szerződést írt alá az angol Southampton együttesével, 15,4 millió eurós átigazolási díj ellenében. 11 nappal később a West Ham United ellen mutatkozott be és egészen a 65.percig a pályán volt, ekkor James Ward-Prowse érkezett a helyére. 2018. február 3-án első gólját is megszerezte a West Bromwich Albion ellen 3–2-re megnyert bajnoki találkozón. A 2019–2020-as szezont a török Galatasaray csapatánál töltötte kölcsönben. 2020. augusztus 30-án vételi opcióval kölcsön vette az angol Fulham. 2021. július 24-én szerződtette a francia Nice. 2023. január 13-án két és félévre a Wolverhampton Wanderers csapatához igazolt, bizonyos feltételek esetén további egy évvel meghosszabbítható a szerződés. 2025. február 5-én 2,5 millió eurós átigazolási díjért aláírt a Galatasaray csapatához.

### A válogatottban
Több mérkőzésen is pályára lépett a francia U20-as és az U21-es válogatottban, előbbivel a 2013-as U20-as labdarúgó-világbajnokságon részt vett és aranyérmesek lettek. 2015. október 9-én debütált a gaboni válogatottban Tunézia elleni 3–3-s döntetlennel végződő barátságos mérkőzésen. Részt vett a válogatottal a 2017-es afrikai nemzetek kupáján.

## Sikerei, díjai

### Klubcsapat
- Juventus
  - Olasz bajnok: (2) 2015–16, 2016–17
  - Olasz kupa: (2) 2015–16, 2016–17

### Válogatott
- Franciaország U20
  - U20-as világbajnokság: 2013